# Jaromír Šlápota
Jaromír Šlápota (29. října 1939 Únanov – 2. dubna 2024) byl český a československý politik, po sametové revoluci poslanec Sněmovny lidu Federálního shromáždění za KDU-ČSL. Byl místostarostou Školského spolku Komenský ve Vídni a čestným předsedou a členem představenstva Československého ústavu zahraničního. Tyto funkce vykonával až do svého úmrtí.

## Biografie
Vyučil se zámečníkem. Dále vystudoval gymnázium a poté stavební průmyslovou školu. Pracoval jako vedoucí investiční výstavby. Od roku 1969 byl členem Československé strany lidové.
Po sametové revoluci se stal členem nejvyššího zákonodárného sboru. Ve volbách roku 1990 zasedl do Sněmovny lidu (volební obvod Jihomoravský kraj) za KDU-ČSL. Ve Federálním shromáždění setrval do voleb roku 1992. V roce 1992 byl zvolen do funkce předsedy Československého ústavu zahraničního, kterou vykonával do konce roku 2023. Od začátku roku 2024 byl ve funkci čestný předseda Československého ústavu zahraničního a zároveň členem představenstva Československého ústavu zahraničního. V roce 2008 ho Senát navrhl na udělení Státního vyznamenání „Medaile Za zásluhy I. stupně“. V tomto roce mu Státní vyznamenání uděleno nebylo.
V roce 1969 vstoupil do Československé strany lidové. V místní organizaci Znojmo KDU-ČSL byl jednatelem, pokladníkem a místopředsedou. V rámci okresní organizace místopředsedou, členem revizní komise a na krajské úrovni strany členem předsednictva a pokladníkem. Od roku 1991 působil také v ústředním výboru, dva roky ve výboru pro plán a rozpočet, dva roky dozoroval v sedmičlenné komisi BIS, a dva roky byl členem Výboru pro plán a rozpočet Státní banky československé. V roce 1990 se stal členem tříčlenné komise pro očistu KDU-ČSL.
V letech 2000 až 2012 se podílel na realizacích několika památníků T. G. Masaryka v zahraničí (Mexiko, Užhorod, Petrohrad, Košice, Washington). Za tuto činnost obdržel na 5. sněmu Masarykova demokratického hnutí dne 12. září 2015 v Praze čestnou medaili T. G. Masaryka za věrnost jeho odkazu.
Archiv bezpečnostních složek uvádí osobu jménem Jaromír Šlápota (* 29. října 1939) ve třech registračních sadách. Protokol registrace svazků spolupracovníků Správy Vojenské kontrarozvědky 1. Vojenského okruhu z 12. července 1958 ho eviduje pod krycím jménem Limrt Karel. V roce 1977 (krycí jméno JAROMÍR, kategorie: důvěrník – dle nálezu Ústavního soudu není kategorií vědomé spolupráce) a 1988 (krycí jméno POT, kategorie: prověřovaná osoba) byl evidován v Protokolu registrace svazků agenturního a kontrarozvědného rozpracování SEO Krajské správy SNB Brno. Má negativní lustrační osvědčení.

## Ocenění
- V roce 1992 převzal za ČSÚZ Pamětní medaili J. A. Komenského od muzea v Uherském Brodě jako uznání za činnost od roku 1990.
- V roce 2004 převzal za ČSÚZ od Společnosti Jana Masaryka Medaili Jana Masaryka Cti a vděčnosti.
- V roce 2004 převzal za ČSÚZ z rukou ministra zahraničích věcí Cyrila Svobody Cenu Gratias agit za šíření dobrého jména české republiky v zahraničí.
- V roce 2006 předsednictvo Masarykova demokratického hnutí mu udělilo Medaili Nadace odkazu T. G. M.
- V roce 2006 obdržel Uznání Svazu Čechů v Republice Chorvatsko.
- V roce 2007 obdržel Poděkování od rektora Lvovské národní university Ivana Franka I. O. Bakarčuka za zásluhy o rozvoj lvovské bohemistiky.
- V roce 2008 obdržel z rukou místopředsedy Poslanecké sněmovny PČR Jana Kasala Stříbrnou pamětní medaili T. G. Masaryka.
- V roce 2009 v rámci oslavy 135. výročí založení České besedy Záhřeb (RCH) obdržel Zvláštní uznání.
- V roce 2014 obdržel od Českomoravského slovanského svazu Pamětní medaili 260. výročí narození zakladatele slavistiky Josefa Dobrovského.
- V roce 2015 obdržel od Masarykova demokratického hnutí Čestnou medaili T. G. Masaryka.
- V roce 2016 mu Česká beseda Záhřeb (RCH) udělila Čestné členství.
- V roce 2016 mu bylo uděleno Čestné občanství města Daruvar (RCH)
- V roce 2016 obdržel z rukou starosty města Vídně Dr. Michaela Häupla cenu Centrope 2016.
- V roce 2016 byl prezidentem republiky Milošem Zemanem vyznamenán medailí Za zásluhy I. stupně.[7]
- V roce 2017 převzal za ČSÚZ z rukou velvyslankyně ČLR v ČR J. E. Ma Keqing Stříbrný talíř s textem: Cena za výjimečný přínos pro čínsko-české přátelství.
- V roce 2019 obdržel od starosty Školského spolku Komenský ve Vídni Ing. Karla Hanzla Děkovný diplom a Čestnou plaketu.